# Mark Švets
Mark Švets (in russo Марк Васильевич Швец?, Mark Vasil'evič Švec; 1º ottobre 1976) è un ex calciatore estone, di ruolo centrocampista.

## Statistiche

### Cronologia presenze e reti in Nazionale
| Cronologia completa delle presenze e delle reti in nazionale ― Estonia | Cronologia completa delle presenze e delle reti in nazionale ― Estonia | Cronologia completa delle presenze e delle reti in nazionale ― Estonia | Cronologia completa delle presenze e delle reti in nazionale ― Estonia | Cronologia completa delle presenze e delle reti in nazionale ― Estonia | Cronologia completa delle presenze e delle reti in nazionale ― Estonia | Cronologia completa delle presenze e delle reti in nazionale ― Estonia | Cronologia completa delle presenze e delle reti in nazionale ― Estonia |
| Data                                                                   | Città                                                                  | In casa                                                                | Risultato                                                              | Ospiti                                                                 | Competizione                                                           | Reti                                                                   | Note                                                                   |
| ---------------------------------------------------------------------- | ---------------------------------------------------------------------- | ---------------------------------------------------------------------- | ---------------------------------------------------------------------- | ---------------------------------------------------------------------- | ---------------------------------------------------------------------- | ---------------------------------------------------------------------- | ---------------------------------------------------------------------- |
| 18/11/1998                                                             | Tbilisi                                                                | Georgia                                                                | 3 – 1                                                                  | Estonia                                                                | Amichevole                                                             | -                                                                      |                                                                        |
| 21/11/1998                                                             | Abovyan                                                                | Armenia                                                                | 2 – 1                                                                  | Estonia                                                                | Amichevole                                                             | -                                                                      |                                                                        |
| 28/11/1998                                                             | Ganja                                                                  | Azerbaigian                                                            | 2 – 1                                                                  | Estonia                                                                | Amichevole                                                             | -                                                                      |                                                                        |
| 18/01/1999                                                             | Ramat Gan                                                              | Israele                                                                | 7 – 0                                                                  | Estonia                                                                | IFA 70th Anniversary Tournament                                        | -                                                                      |                                                                        |
| 22/01/1999                                                             | Umm al-Fahm                                                            | Estonia                                                                | 3 – 3                                                                  | Norvegia                                                               | IFA 70th Anniversary Tournament                                        | -                                                                      |                                                                        |
| 03/03/1999                                                             | Bucarest                                                               | Romania                                                                | 2 – 0                                                                  | Estonia                                                                | Amichevole                                                             | -                                                                      |                                                                        |
| 06/03/1999                                                             | Larnaca                                                                | Azerbaigian                                                            | 2 – 2                                                                  | Estonia                                                                | Amichevole                                                             | -                                                                      |                                                                        |
| 16/03/1999                                                             | Larnaca                                                                | Cipro                                                                  | 1 – 2                                                                  | Estonia                                                                | Amichevole                                                             | -                                                                      |                                                                        |
| 31/03/1999                                                             | Vilnius                                                                | Lituania                                                               | 1 – 2                                                                  | Estonia                                                                | Qual. Euro 2000                                                        | -                                                                      |                                                                        |
| 05/06/1999                                                             | Tallinn                                                                | Estonia                                                                | 0 – 2                                                                  | Rep. Ceca                                                              | Qual. Euro 2000                                                        | -                                                                      |                                                                        |
| 09/06/1999                                                             | Tallinn                                                                | Estonia                                                                | 1 – 2                                                                  | Lituania                                                               | Qual. Euro 2000                                                        | -                                                                      |                                                                        |
| 15/11/2000                                                             | Kuressaare                                                             | Estonia                                                                | 1 – 0                                                                  | Kirghizistan                                                           | Amichevole                                                             | -                                                                      |                                                                        |
| 10/12/2000                                                             | Hong Kong                                                              | Hong Kong                                                              | 1 – 2                                                                  | Estonia                                                                | Amichevole                                                             | -                                                                      |                                                                        |
| 03/07/2001                                                             | Riga                                                                   | Lettonia                                                               | 3 – 1                                                                  | Estonia                                                                | Coppa Baltica                                                          | -                                                                      |                                                                        |
| 04/07/2001                                                             | Riga                                                                   | Estonia                                                                | 2 – 5                                                                  | Lituania                                                               | Coppa Baltica                                                          | -                                                                      |                                                                        |
| 15/08/2001                                                             | Tallinn                                                                | Estonia                                                                | 2 – 2                                                                  | Cipro                                                                  | Qual. Mondiali 2002                                                    | -                                                                      |                                                                        |
| Totale                                                                 |                                                                        | Presenze                                                               | 16                                                                     |                                                                        | Reti                                                                   | 1                                                                      |                                                                        |